# Ferdinand Marcos
Ferdinand Emmanuel Edralin Marcos (Sarrat, Filipines, 1917 - Honolulu, Hawaii, 1989) va ser un polític i advocat filipí. President de la República de les Filipines (1965-1986).
Va estudiar dret a la Universitat de les Filipines. Acusat el 1939 de l'assassinat d'un oponent del seu sogre, fet esdevingut sis anys abans, va apel·lar davant del Tribunal Suprem Filipí i va ser absolt el 1940. Va arribar a exercir l'advocacia a Manila i durant la Segona Guerra Mundial va ser oficial de l'exèrcit del seu país. Posteriorment va afirmar haver exercit un paper essencial en el moviment de resistència filipí, la qual cosa va contribuir en bona part al seu èxit polític, encara que després de la seva mort es va demostrar que amb prou feines havia participat en les activitats contra els japonesos entre 1942 i 1945. El 1946 va passar a ser ajudant del primer president de la República independent de les Filipines, Manuel Roxas. Va ser membre de la Casa de Representants durant deu anys i després va formar part del Senat. El 1954 es va casar amb Imelda Marcos qui va ser sempre la seva principal consellera. Segons la Presidential Commission on Good Government, la seva família va robar del país entre 5 i 10.000 milions de dòlars EUA El seu fill, Bongbong Marcos fou elegit president el 2022.

## Biografia

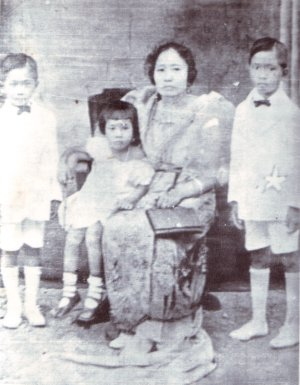
Ferdinand Marcos (dreta) amb la seva família a la dècada del 1920

Ferdinand Emmanuel Edralin Marcos va néixer l'11 de setembre de 1917 a la localitat de Sarrat, Ilocos Nord, fill de Mariano Marcos (1897–1945) i Josefa Edralin (1893–1988). Mariano Marcos era un advocat i congressista d’Ilocos Nord, Filipines. Va ser executat per guerrillers filipins el 1945 per ser propagandista i col·laborador japonès durant la Segona Guerra Mundial. Dibuixat i esquarterat amb l'ús de carabaos, les seves restes van quedar penjades en un arbre. Josefa Marcos era una mestra d'escola que sobreviuria molt al seu marit: va morir el 1988, dos anys després que la família Marcos la deixés al Palau de Malacañang quan van fugir a l'exili després de la Revolució del Poder Popular de 1986, i només un any abans de la mort del seu fill Ferdinand.
Ferdinand va ser batejat per primera vegada i va ser criat a l’Església Independent de Filipines. Posteriorment es va convertir al catolicisme romà més tard per casar-se amb Imelda Trinidad Romualdez.
Marcos vivia amb una dona, Carmen Ortega, una mestissa d'Ilocana que era Miss Press Photography de 1949. Van tenir tres fills i van residir durant uns dos anys al carrer Ortega 204 de San Juan. L'agost de 1953, el seu compromís es va anunciar als diaris de Manila.
No se sap gaire què va passar amb Ortega i els seus fills després, però Marcos es va casar amb Imelda Trinidad Romualdez el 17 d'abril de 1954, només 11 dies després de conèixer-se. Van tenir tres fills biològics: Ferdinand, Imee i Irene Marcos. El quart fill de Marcos amb Ortega va néixer després del seu matrimoni amb Imelda. Marcos i Imelda van adoptar més tard una filla, Aimee. Marcos va tenir una aventura amb l'actriu nord-americana Dovie Beams del 1968 al 1970. Segons els informes del Sydney Morning Herald, Marcos també va tenir una aventura amb l'antiga model de Playboy Evelin Hegyesi al voltant de 1970 i va engendrar un fill amb ella, Analisa Josefa.
Marcos va afirmar que era descendent d’Antonio Luna, un general filipí durant la Guerra Filipino-Americana, una afirmació que des de llavors ha estat desmentida per la genealogista Mona Magno-Veluz. També va afirmar que el seu avantpassat era un pirata del segle xvi, Limahong (xinès: 林阿鳳), que solia atacar les costes del mar de la Xina Meridional. És un descendent mestís sangleys, igual que molts altres presidents.

## Educació
Marcos va estudiar Dret en la Universitat de Filipines (UP) de Manila, en la Facultat de Dret. Va sobresortir en les activitats curriculars i extracurriculars, convertint-se en membre dels equips de natació, boxa i lluita de la universitat. També va ser un orador, debatidor i escriptor de la premsa estudiantil. Mentre assistia al Col·legi de Dret d'UP, es va convertir en membre de l'Upsilon Sigma Phi, on va conèixerls seus futurs col·legues en el govern i a alguns dels seus crítics més ferms.
Quan es va presentar als exàmens d'advocats de 1939, va ser un bar de primer nivell amb una puntuació del 92,35%. Es va graduar cum laude i va estar entre els deu primers de la seva classe, amb el futur president del justícia Felix Makasiar es va convertir en el seu salutatori de classe. Va ser elegit membre de les societats d'honor internacionals Pi Gamma Mu i Phi Kappa Phi, aquesta última li va donar el seu premi al membre més distingit 37 anys després.

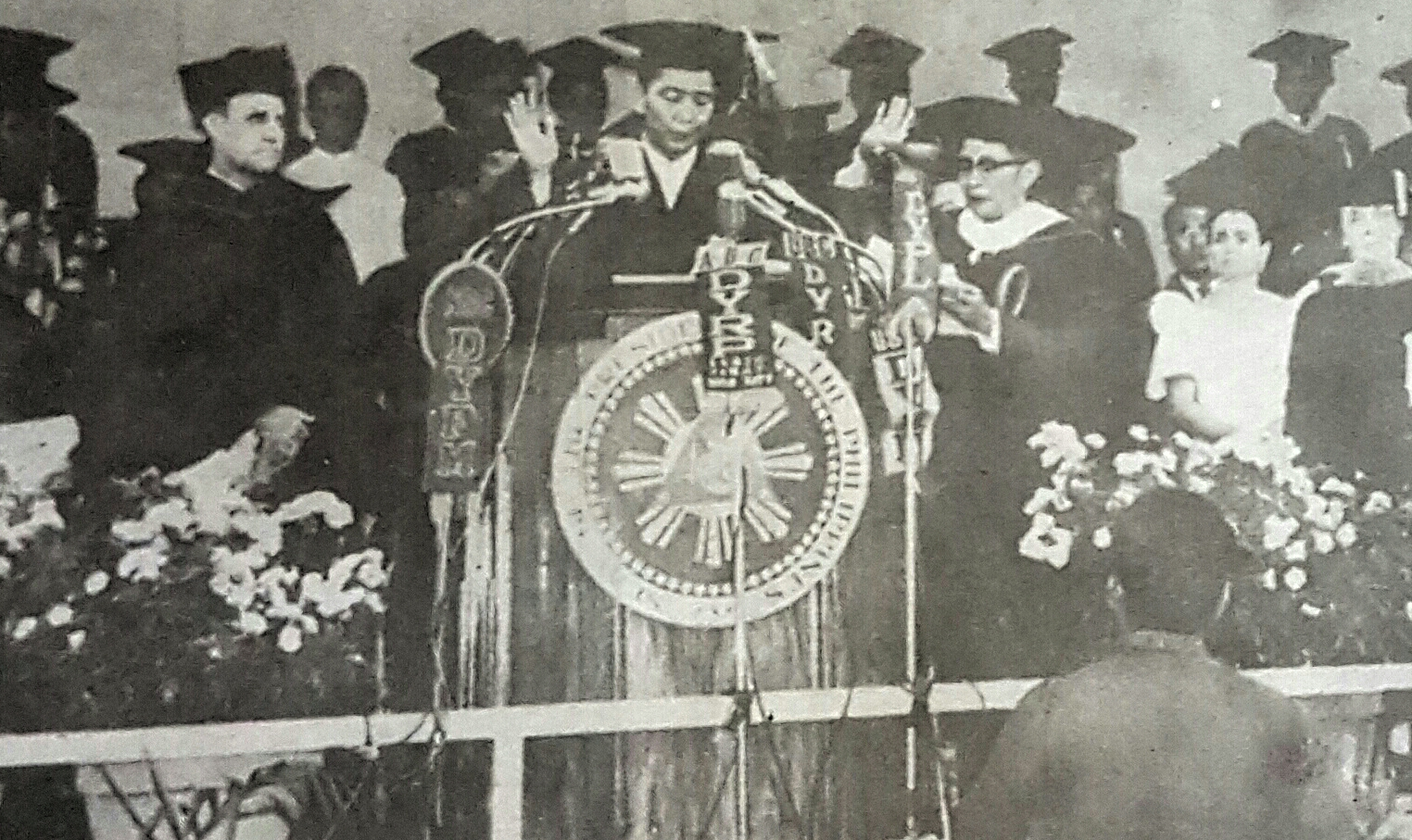
Ferdinand Marcos va rebre el títol de Doctor en Lleis, honoris causa durant la investidura del primer president filipí de la Universitat Central de Filipines, Rex D. Drilon, el 21 d'abril de 1967.

Ferdinand Marcos va rebre el títol de Doctor honoris causa en Dret (LL.D.) (honoris causa) el 1967 per la Universitat Central de Filipines.

## Govern
El 1965, Marcos, que havia assolit un gran prestigi en el Partit Liberal fundat per Manuel Roxas, va aconseguir ser nomenat candidat a la presidència i es va enfrontar al representant del partit nacionalista, Diosdado Macapagal. Elegit president, durant el seu primer mandat va aconseguir algunes millores en l'agricultura, la indústria i l'educació. Reelegit president el 1969, al llarg del seu segon mandat va haver de fer front a la recrudescència de la guerrilla urbana i a les revoltes estudiantils.
Anticomunista convençut, va enviar tropes a combatre a la guerra de Vietnam en suport del Vietnam del Sud, al principi va governar democràticament, però gradualment amb més autoritarisme propiciant l'aparició al país d'una guerrilla comunista i una altra musulmana, contràries a la seva política. També és membre de la Lliga Anticomunista del Poble Asiàtic, que reuneix una sèrie de dirigents de la regió (Nguyễn Văn Thiệu al Vietnam del Sud, Lon Nol a Cambodja, Syngman Rhee a Corea del Sud, etc.)

### La dictadura

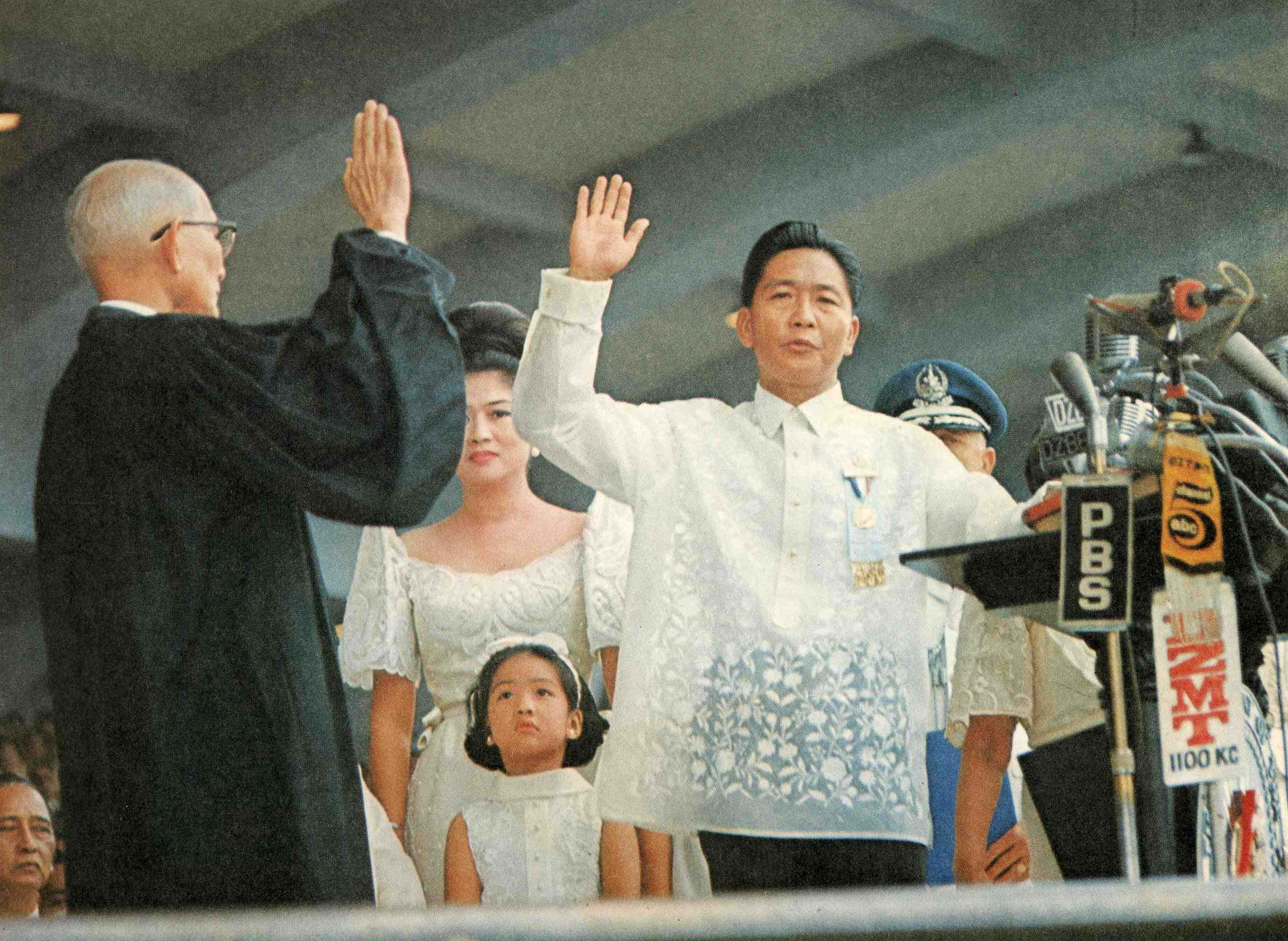
Ferdinand Marcos va jurar el 30 de desembre de 1969 el seu segon mandat.

El 21 de setembre de 1972 el president Marcos va imposar la llei marcial establint una forta dictadura. El 21 d'octubre de 1972 es va revoltar per motius professionals el cap de la policia de Marawi, Sacar Basman, i va tenir el suport d'estudiants, religiosos i militants independentistes, i el president Marcos va ordenar la confiscació de totes les armes en mans de civils, i els partits polítics, inclosos el Organització d'Alliberament de Bangsa Moro (BMLO) i el Moviment Musulmà per la Independència (MIM), van ser dissolts i també van esclatar conflictes armats amb bandes de cristians a Kauswagan, Bacolod, i Kolambogan. L'assalt a Marawi no es va fer esperar i els rebels van demostrar que no estaven preparats. Els revolucionaris van aixecar una bandera verda però foren derrotats amb certa facilitat i el 24 d'octubre tot s'havia acabat. Basman i els seus es van escapar a les muntanyes i van continuar per un temps una poc eficaç lluita de guerrilla.
La seva visió de Bagong Lipunan (Nova Societat) –similar al Nou Ordre que va ser imposat a Indonèsia per Suharto– va continuar durant els anys de la llei marcial., Va ser un moviment que va inspirar a la societat a treballar per l'objectiu comú tant dels pobres com dels privilegiats, i per aconseguir l'alliberament del poble filipí mitjançant els seus propis esforços. Marcos es va fer càrrec d'empreses pertanyents a dinasties familiars i els va redistribuir a persones que feia poc temps que treballaven. També es va apoderar de terres per redistribuir-les als pagesos locals. No obstant això, es va assenyalar que les redistribucions fetes en el marc de Bagong Lipunan van beneficiar, en general, els propers al president Marcos. Durant tot el període de la llei marcial, aquests mateixos familiars també van gaudir d'avantatges polítics considerables.
Els principals grups moro es van deteriorar, i el recentment format i més radical Front d'Alliberament Nacional Moro (MNLF) va poder dominar ràpidament el moviment separatista moro, unint les forces rebels que havien lluitat per separat contra el govern filipí i els grups armats cristians i el MNLF es va convertir en l'única veu dominant que demanava la independència de Moro i va poder reunir una força armada important.
El 1973 Marcos va promulgar una nova Constitució en la que passava a exercir tant les funcions de cap d'estat com les de primer ministre. Les eleccions per al Batasang Pambansa provisional (assemblea nacional) van ser declarades per Marcos el 7 d'abril de 1978. El Kilusang Bagong Lipunan (Moviment de la Nova Societat), liderat per la primera dama Imelda Marcos, va guanyar 151 dels 161 escons. Cap dels membres de LABAN, el partit de Benigno Aquino, va guanyar un escó. Només dos partits de l'oposició regional van obtenir escons en aquestes eleccions. El 1980 va convidar el general xilè Augusto Pinochet a les Filipines; va cancel·lar la reunió per protestes en contra de la visita del dictador xilè, quan Pinochet anava en ple vol a les Filipines, després de tornar a Xile, es van trencar les relacions diplomàtiques.
Durant la dictadura, unes 3.257 persones van ser assassinades, més de 35.000 torturades i més de 70.000 van ser detingudes sense garanties civils.

### Restabliment de la democràcia
Nou anys després de proclamar la llei marcial, Marcos la va suprimir i va procedir a una reforma constitucional. Aquell mateix any va ser reelegit president per sis anys més. Els seus últims anys en el poder es van caracteritzar per la corrupció, l'estancament econòmic, les abismals desigualtats entre pobres i rics, i l'arrelament de la guerrilla comunista a les zones rurals. L'oposició es va anar endurint, sobretot, arran de la mort del seu líder, Benigno Aquino.
Per accelerar el desenvolupament econòmic, Marcos va implementar una sèrie de programes. Aleshores, el país va viure un període de creixement econòmic des de mitjans dels anys setanta fins a principis dels vuitanta. Els agricultors van rebre assistència financera i tècnica; el govern va contribuir mantenint artificialment determinats preus. Aquestes mesures van permetre el desenvolupament del sector agrícola i el país va poder assolir l'autosuficiència en arròs l'any 1976 i fins i tot exportar-lo. Per tal de finançar projectes de desenvolupament com obres d'infraestructures, el govern va iniciar el camí del préstec. Les mesures van intentar atraure inversió de capital estranger en projectes industrials. Es van oferir exempcions fiscals i sovint els inversors podien sortir amb els seus beneficis sense passar per impostos.
Un dels programes econòmics més importants de la dècada del 1980 va ser el Kilusang Kabuhayan a Kaunlaran (Moviment per a la Vida i el Progrés) que es va posar en marxa el setembre de 1981. El seu objectiu era promoure el desenvolupament econòmic local animant la gent a crear els seus propis mitjans de vida. Els esforços del govern van permetre al país aconseguir un creixement de 6 % (el creixement es va mantenir per sota del 5 % respecte a la dècada anterior). El PNB del país va augmentar de 55.000 milions de pesos el 1972 a 193.000 milions el 1980. El turisme també va augmentar durant aquest període i va contribuir al creixement. Un milió de persones van visitar les Filipines el 1980 en comparació amb 200.000 el 1972. Una part important d'aquests visitants eren filipins balikbayan (retorn) que van participar en el programa Balikbayan llançat pel Departament de Turisme el 1973.
Les polítiques econòmiques de Ferdinand Marcos van fer de Filipines un dels països més endeutats del món
Una font important de creixement econòmic prové dels filipins que treballen a l'estranger. Milers de filipins van marxar a treballar a l'Orient Mitjà, Singapur i Hong Kong. Aquestes sortides van ajudar a reduir l'atur i van portar divises estrangeres al país que la necessitava molt: una part important del pressupost es va destinar al pagament dels interessos del préstec.
La indústria turística va disminuir bruscament després de l'assassinat de Benigno Aquino Jr. el 1983. Les manifestacions contra el règim i el president que es van multiplicar posteriorment van provocar la fugida dels turistes. Els disturbis polítics posteriors van fer que els inversors fugissin mentre els bancs estrangers tancaven l'aixeta de crèdit i es negaren a oferir nous préstecs al govern.
Marcos va intentar posar en marxa un programa per reactivar l'economia. Va negociar amb creditors estrangers, en particular el Banc Mundial i el Fons Monetari Internacional, la reestructuració del deute exterior per donar al país més temps per pagar. Marcos també va llançar el 1984 el programa Sariling Sikap (independència o autosuficiència), un altre programa destinat a animar les persones a mantenir-se i crear els seus propis ingressos. Les retallades de la despesa pública van ser necessàries per finançar el programa. No obstant això, malgrat els esforços realitzats, l'economia del país va continuar baixant i va aparèixer un creixement negatiu a partir de 1984. El fracàs del programa s'atribueix a la manca de credibilitat de Marcos ia la corrupció generalitzada a tots els nivells de govern, el seu règim també va estar marcat pel nepotisme Molts milions van ser robats pels agents del govern. El mateix Marcos va gastar grans sumes de fons públics per ajudar els candidats de Kilusang Bagong Lipunan, el seu partit, a guanyar.
La seva salut durant el seu tercer mandat va romandre fràgil i sovint va estar absent durant diverses setmanes per rebre tractament, sense ser realment substituït durant aquests períodes.
El novembre de 1985 Ferdinand Marcos va convocar eleccions generals per a l'any següent. Això va fer que el United Nationalists Democratic Organizations (UNIDO) donés suport a Corazón Aquino com a candidata.

### Revolució del Poder Popular i exili
En les eleccions de febrer de 1986 el guanyador fou Marcos però Corazón Aquino no reconegué la victòria de Marcos i, si bé el dia 25 de febrer es van realitzar dues investidures independents al poder, el suport popular a Aquino feu que el poder de Marcos s'anés debilitant ràpidament. i el 22 de febrer de 1986 la Revolució del Poder Popular va aconseguir unir tots els rebels contra els anys de dictadura de Marcos, creant una gran barricada humana que va aconseguir protegir els insurgents. Al matí del 25 de febrer de 1986 Aquino va prendre el jurament per a assumir la presidència prop de l'oficina administrativa de la Cort Suprema de la Cort de Justícia Associada Claudio Teehankee. Marcos va realitzar un jurament similar el mateix dia a l'oficina del Palau Malacañang, però aquella mateixa nit abandonà el país per fugir a l'exili a Hawaii.
Després que Marcos fos destituït, els investigadors del govern van descobrir que la declaració de la llei marcial havia permès als Marcos amagar riqueses que diversos tribunals van determinar més tard que eren "d'origen criminal".

### Exili i mort
Marcos i la seva dona Imelda es van exiliar a Hawaii via Guam el 25 de febrer de 1986 i posteriorment van ser acusats de malversació pels Estats Units. L'antic president va morir el 28 setembre 1989 a Honolulu. Imelda Marcos va ser absolta per malversació als Estats Units el 1990, però va ser condemnada per corrupció durant un judici a les Filipines el 1995.

### Enterrament
Poc després de la seva mort, Marcos va ser enterrat en un mausoleu privat del temple Byodo-In a l'illa d'Oahu, visitat diàriament per familiars i amics. El 1993, el govern filipí va autoritzar el retorn de les seves restes, que després van ser col·locades en una cripta refrigerada al Centre Presidencial Ferdinand E.. Marcos a Batac. Finalment, després d'un llarg procés legal als tribunals filipins, el cos va ser enterrat el 18 novembre 2016 al cementiri dels Herois de Taguig

## Llegat
Marcos va deixar un llegat econòmic de deutes, penúries i excés de dictadura.